# Brent Petway
Brenton „Brent“ LaJames Petway (* 12. Mai 1985 in Warner Robins, Georgia) ist ein US-amerikanischer Basketballspieler.

## Werdegang
Petway begann an der Griffin High School mit dem Basketball und spielte dort für zwei Jahre. Anschließend spielte er ein Jahr für die Eagles Landing High School, bevor er für ein weiteres Jahr an die Union Grove High School wechselte. An der Universität Michigan spielte er von 2003 bis 2007. Dabei erreichte er einen Punktedurchschnitt von 5,8 Punkten pro Spiel.
2007 nahm Petway an einem Trainingslager der Portland Trail Blazers teil. In der Saison 2007/08 spielte er für die Idaho Stampede in der NBA Development League. 2008 spielte er für die Memphis Grizzlies in der NBA Summer League, bevor er zur Saison 2008/09 wieder zu Idaho Stampede wechselte. Zur Summer League 2009 spielte er bei den Toronto Raptors in Kanada. Anschließend wechselte er nach Griechenland und spielt seitdem in der A1 Ethniki.

## Trivia
Auf Grund seiner hohen Sprünge und seinen Dunkings bekam er den Spitznamen Air Georgia.

## Erfolge
- Intercontinental Cup: 2013 mit Olympiakos Piräus

## Auszeichnungen
- Teilnahme am griechischen All Star Game: 2013
- MVP des griechischen All Star Game: 2013